# Parroquia de Santa María Magdalena (Xico)
La Parroquia de Santa María Magdalena es una iglesia mexicana ubicada en el poblado de Xico, Veracruz. En 2005 el templo fue catalogado como monumento histórico por el Instituto Nacional de Antropología e Historia. En torno a la iglesia se realiza la Xiqueñada, principal festejo popular de Xico.

## Historia
En 1670 fue concluido el primer templo construido en Xico, bajo la advocación de Santa María Magdalena. En 1772 fue inaugurada la actual iglesia, con un estilo barroco y neoclásico, aunque mantiene detalles propios de la arquitectura del siglo XVI. El 28 de noviembre de 1772 la iglesia recibió el grado de parroquia por parte del Obispo de Puebla, Francisco Fabián y Fuero. La obra fue concluida en el siglo XIX. En enero de 1999 se inauguró un museo en el patio trasero de la iglesia, dedicado a exponer los más de 800 vestidos artesanales que han sido entregados como regalo a la parroquia durante los festejos de Santa María Magdalena. El más antiguo es de 1898. En 2005 el templo fue catalogado como monumento histórico por el Instituto Nacional de Antropología e Historia.

## Xiqueñada
La Xiqueñada es una celebración religiosa realizada en torno a la parroquia en honor a Santa María Magdalena. El festejo se realiza todos los años en torno al 22 de julio. En él se confecciona una alfombra de aserrín de más de un kilómetro de largo, se realizan balies de máscaras y danzas tradicionales en honor a la patrona del pueblo. El elemento principal de la celebración es un encierro taurino, el cual ha sido criticado por defensores de los derechos animales por considerarlo abusivo. Durante el festejo se realizan ofrendas a la parroquia de María Magdalena. La más destacada es la entrega de vestidos artesanales confeccionados a mano, los cuales son regalados a María Magdalena como parte de su celebración.